# عصوية ذهبية بحرية عميقة
عصوية ذهبية بحرية عميقة (الاسم العلمي: Chryseobacterium profundimaris) هي نوع من البكتيريا، سلبية الغرام، تتبع جنس عصوية ذهبية.